# 克里斯·梅森
克里斯多福·「克里斯」·文森特·梅森（英語：Christopher Vincent Metzen，1974年11月22日—）是一位美国作家、艺术家、游戏设计师。他曾为暴雪娱乐创作了数个科幻世界以及游戏剧本，其中包括倍受好评的三部游戏《暗黑破坏神》、《星际争霸》和《魔兽争霸》。有时，梅森也会使用自己的艺名“雷电神”（Thundergod）发表一些作品。此外也曾在暴雪娛樂担任一名動畫師和艺术设计师。他在暴雪的第一部作品是《正义联盟特遣部队》。
梅森長期担任暴雪娱乐的创意副总管，设计游戏人物角色，并进行部分配音工作。2016年9月12日，梅森宣布從暴雪娛樂退休。2022年12月15日，梅森宣布回归暴雪娛樂担任創意總監。
除了暴雪娱乐之外，梅森还创作了一系列以未来虚构的美国第二次南北战争为主题的图像小说。

## 事业经历
起初，梅森从事艺术和动画设计。一位朋友看到他的作品后，建议他向暴雪娱乐（当时名为Silicon & Synapse）申请一份工作。梅森很快就被录用了，尽管当时他还并不知道暴雪娱乐会怎样安排。他曾以为会从事平面设计，结果却成为了一名游戏设计师。
梅森在暴雪娱乐参与的第一个作品是《正义联盟特遣部队》，其中他负责了游戏的美工以及任务动画。同一时期，梅森也参与了1994年的《魔兽争霸：兽人与人类》的美工、插图以及游戏手册的制作。在此之后，梅森常常参与各个游戏的概念艺术、插图以及游戏手册设计。而在《魔兽争霸II：黑暗之门》的开发中，梅森更直接参与了整部游戏的虚幻世界设计，而不仅仅是某些关卡。这使得梅森对《魔兽争霸》系列游戏中的贡献大大增加。
1997年，在角色扮演游戏《暗黑破坏神》的开发中，梅森与他的同事比爾·羅普耳共同进行了整个游戏剧情的设计。此外，梅森还进行了部分角色的配音。梅森有时会在游戏中表现出他的配音天赋。1998年，梅森担任了科幻即时战略游戏《星际争霸》的总设计师，与詹姆斯·菲尼一同创作了详细的游戏情节剧本，并组织了游戏的配音工作。1999年，梅森与同事山姆·莫尔共同创作了一部以《星际争霸》为题材的短篇小说，名为《启示》（Revelations）。这部小说出版在了《Amazing Stories》杂志上，并由山姆·迪迪埃设计了一个封面。随后梅森继续从事了《暗黑破坏神II》的美工和游戏剧情创作。
在2001年《魔兽争霸III：混亂之治》的开发中，梅森担任了创意总监，提供了游戏剧情的整体概念，并把握了此后的暴雪游戏同年梅森创作了一部以魔兽争霸为背景的小说《血与荣耀》。而在2004年大型多人在线角色扮演游戏《魔兽世界》的开发中，梅森的角色不如以往关键，但仍然从事了不少剧情编排以及美工制作。
2005年初，梅森宣称自己在暴雪娱乐之外正在撰写一系列图像小说。小说名为《士兵：76》，设定在了虚构的2010年，时为美国第二次南北战争。小说的背景是持续增加的全球恐怖组织威胁，以及愈加膨胀、已经大大超过州政府的美国联邦政府权力。梅森负责小说内容的撰写，而一位巴西美术家麦克斯·维拉提则负责了小说的图像绘制。

## 个人生活
梅森称自己是一位“漫画发烧友”。他称自己从12岁起便开始漫画的创作，甚至在六岁时就产生了对绘画的兴趣。梅森说他至今仍然保留着“每星期平均花费35美元购买漫画”的习惯。梅森热衷于游戏《龙与地下城》。他提到，他所创造的许多虚幻世界的灵感皆来自《龙枪》系列小说和电影《星球大战》，而华特·西蒙森和凯斯·帕金森等人则是他绘画艺术的灵感来源。他对自己的艺术风格有如下描述：“形式上受到了西蒙森和吉姆·李的手绘风格的影响”，而“在主题和整体感觉上偏好拉里·埃尔默尔和帕金森的虚幻风格”。除了绘画艺术，梅森的兴趣范围同样包括摇滚、流行音乐、夜生活和摩托车。梅森有一个2003年出生的女儿索菲娅和一个2008年出生的儿子卢卡斯。梅森与他的妻子目前定居在美国加利福尼亚州的桑塔安娜。